# Siranush Andriasian

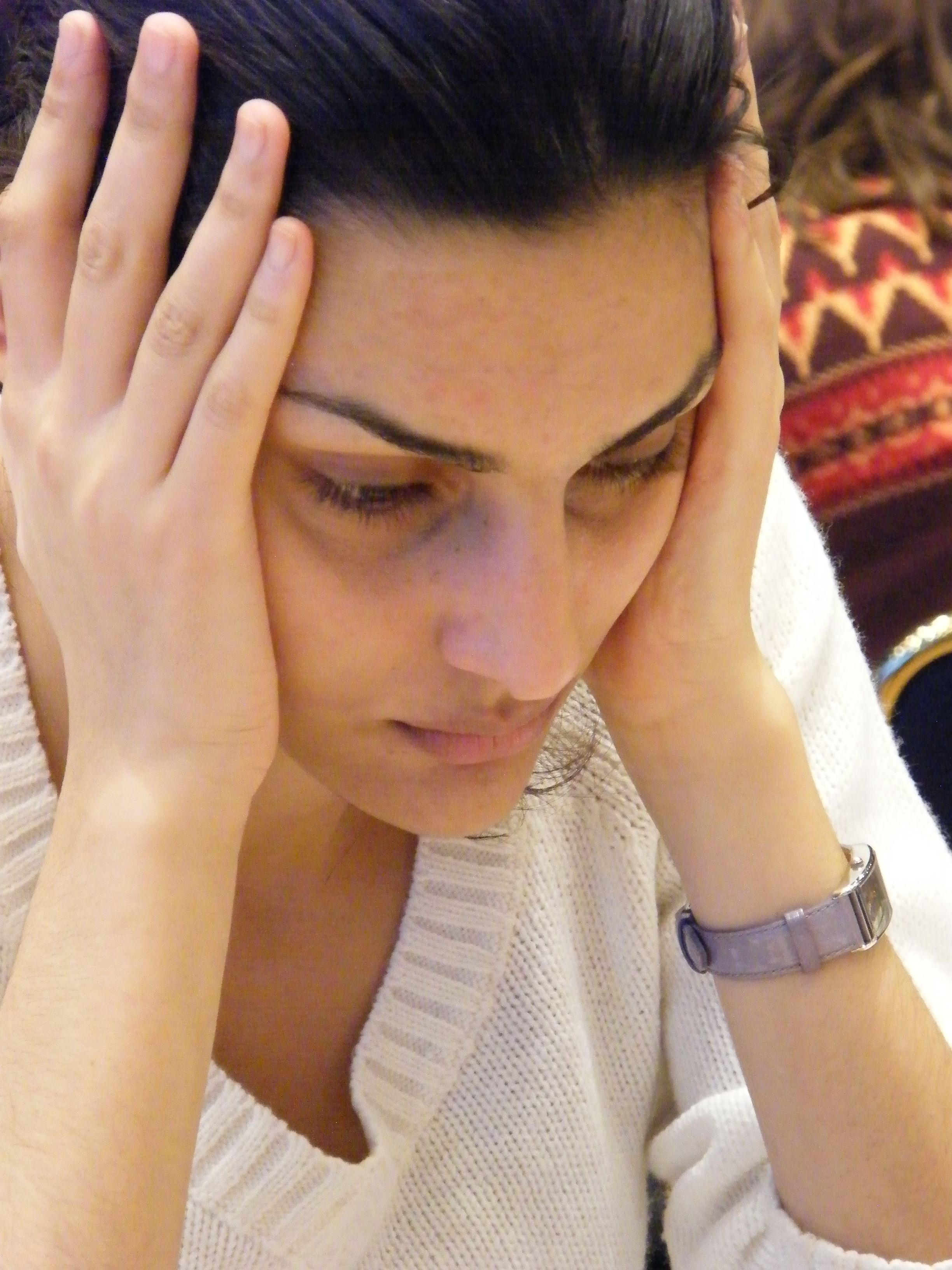
Siranush Andriasian in 2008

Siranush Andriasian (Armeens: Սիրանուշ Անդրիասյան) (Etsjmiadzin, 4 januari 1986) is een Armeense schaakster.  Ze is Internationaal Meester bij de dames (WIM). Ze werd meerdere malen vrouwenkampioen van haar land. Haar FIDE-rating in 2016 is 2257. 

## Resultaten
- 1994, 1995: winnaar Armeens kampioenschap meisjes tot 10 jaar
- 1995: 3e plaats in Europees jeugdkampioenschap schaken, categorie: tot 10 jaar
- 1999, 2000: winnaar Armeens kampioenschap meisjes tot 14 jaar
- 2001, 2004: winnaar Armeens kampioenschap meisjes tot 18 jaar
- 2004: 2e plaats op het kampioenschap van Armenië voor vrouwen
- Van 29 april t/m 12 mei 2005 werd in Jerevan het kampioenschap van Armenië gespeeld waarin Siranush met 5,5 punt uit 11 ronden op de derde plaats eindigde.[3]
- 2006, 2007, 2011: kampioen van Armenië bij de vrouwen
- 2007: 3e plaats bij het  Europees schaakkampioenschap voor landenteams